# Sarah Vaughan Sings ‘One World One Peace’
Sarah Vaughan Sings ‘One World One Peace’ — студийный альбом американской певицы Сары Воан, выпущенный в европейских странах в 1984 году. В США альбом был выпущен в 1985 году по названием The Planet Is Alive…Let It Live!, а также переиздан как The Mystery of Man в 1995 году.
На данном альбоме Воан исполняет философские стихотворения папы Иоанна Павла II, переведённые на английский Джином Лисом. В записи принимал участие оркестр и хор под управлением Лало Шифрина.

## Отзывы критиков
| Оценки критиков | Оценки критиков |
| Источник        | Оценка          |
| --------------- | --------------- |
| AllMusic        | [ 1 ]           |

Скотт Яноу из AllMusic: «К сожалению, несмотря на все усилия всех участников, результаты часто кажутся довольно тяжеловесными. Лучшие произведения — это два оригинальных произведения Лиса („The Mystery of Man“ и „Let It Live“), но в остальном это сложный сет, не только с точки зрения джаза (впечатляющие звезды, играющие в оркестре, по большей части пропали даром), но и с музыкальной точки зрения; всё слишком серьезно и немного напыщенно. Пропускайте».

## Список композиций
1. «The Mystery of Man» — 4:08
2. «Behind the Curtain» — 0:48
3. «The Actor» — 3:56
4. «Mercury» — 0:26
5. «Girl Disappointed in Love» — 4:24
6. «Echoes in Time» — 1:09
7. «The Madeleine» — 2:10
8. «Seeking to Find Itself» — 3:15
9. «The Black» — 2:58
10. «The Mystery of Man» — 0:48
11. «The Children» — 4:27
12. «Let It Live» — 1:01
13. «The Armaments Worker» — 5:14
14. «Toward the Light» — 0:34
15. «Let It Live» — 3:28

## Участники записи
- Авторы музыки — Фрэнси Боланд, Лало Шифрин, Санте Палумбо, Тито Фонтана
- Акустическая бас-гитара — Крис Лоуренс
- Английский рожок — Бернд Хольц
- Аранжировка — Фрэнси Боланд, Лало Шифрин
- Вокал — Сара Воан
- Гобой — Джанель Радоничи
- Дирижер — Лало Шифрин
- Кларнет, тенор-саксофон — Тони Коу
- Сопрано-саксофон — Сахиб Шихаб
- Тенор-саксофон — Фердинанд Повель, Джанни Бассо, Сал Нистико
- Тромбон — Джиггс Уигэм
- Труба — Арт Фармер, Бенни Бейли, Идрис Сулиман, Рольф Эриксон
- Флейта — Карин Левин